# ハイド・アンド・シーク (1996年の映画)
『ハイド・アンド・シーク』（Hide and Seek）は、1996年に製作されたアメリカ合衆国のテレビ映画。
日本では、1998年（第7回）東京国際レズビアン&ゲイ映画祭（5月10日、17日）にて上映された。5月17日（2回目放映時）、4本の短編『アダム』『イントレピディシマ』『妊娠とレズビアン、どっちがいい?』『モンスタ－』が同時上映された。

## キャスト
- ルー：シェルズ・ホランド
- ベスティ：アリエル・マラ
- 教師：スー・フレドリック

クレジットなし
- デイビー・ジョーンズ
- マイク・ネスミス
- ミッキー・ドレンツ
- ピーター・トーク